# Dennis Souza
Dênis de Souza Guedes (ur. 9 stycznia 1980 w São Paulo) – brazylijski piłkarz występujący na pozycji obrońcy. Obecnie jest zawodnikiem angielskiego Doncaster Rovers F.C. Do klubu przyszedł jako wolny zawodnik.